# 42ª Squadriglia
La 42ª Squadriglia del Servizio Aeronautico del Regio Esercito da 15 aprile 1916 era sul campo di Chiasottis di Risano (Pavia di Udine) con aerei Caudron.

## Storia

### Prima guerra mondiale
Il 15 aprile 1916, nel cambio dei nomi di tutte le squadriglie, la 2ª Squadriglia per l'artiglieria di Chiasottis di Risano (Pavia di Udine) su Caudron G.3 diventa 42ª Squadriglia al comando del capitano osservatore Tiziano Negro Filosso e dal 30 aprile entra nel V Gruppo per la 3ª Armata (Regio Esercito).
Disponeva di 10 piloti tra cui il sottotenente Luigi Olivi e 6 osservatori tra cui il sottotenente Manlio Molfese.
Il 12 giugno si sposta a Trissino, il 23 luglio torna a Chiasottis ed a settembre va a Medeuzza con 8 piloti tra cui il Sottotenente Piero Massoni e 7 osservatori.
Nel 1916 svolge 370 voli di guerra di cui 48 osservazioni di tiro e 322 ricognizioni facendo 320 fotografie.
Al 1º gennaio 1917 dispone di 9 Caudron con 7 piloti e 10 osservatori.
Poi arriva anche il S.Ten. Sebastiano Bedendo ed all'inizio dell'anno riceve una Sezione Caudron G.4 armati di mitragliatrice.
Come le altre squadriglie Caudron, il 15 ottobre 1917 viene sciolta dopo aver svolto durante il conflitto 850 voli di guerra.

### Seconda guerra mondiale
Al 10 giugno 1940 era all'Aeroporto di Bari-Palese con 7 IMAM Ro.37bis nel 66º Gruppo del 20º Stormo Osservazione Aerea dell'Aviazione Ausiliaria per l'Esercito.
Il 28 ottobre 1940 nell'ambito della Campagna italiana di Grecia è in Albania nel 72º Gruppo O.A. dislocata a Valona.
Dopo l'Invasione della Jugoslavia dell'aprile 1941 partecipa alle operazioni di contro guerriglia nel 70º Gruppo a Valona.